# Blasenschnecken
Die Blasenschnecken (Physidae) sind eine Familie der Wasserlungenschnecken (Basommatophora) innerhalb der Ordnung der Lungenschnecken (Pulmonata). Weltweit sind etwa 80 Arten bekannt.

## Merkmale
Das glänzend-glatte Gehäuse ist bei den Blasenschnecken linksgewunden und endet in einem spitzen Apex. Sie besitzen lange und dünne Fühler, die spitz zulaufen. An der Basis der Fühler sitzen die Augen. Der Fuß ist relativ schmal und ist hinten zugespitzt. Sie können sich mit für Schnecken bemerkenswerter Geschwindigkeit im Wasser fortbewegen. Eine sekundäre Kieme ist nicht vorhanden.
Ähnliche Formen: In afrikanischen Gebieten können die Vertreter der Blasenschnecken äußerlich mit manchen Arten der Gattung Bulinus (aus der Familie der Tellerschnecken) verwechselt werden; tatsächlich sind ehemals etliche Arten als Physa beschrieben worden, die heute zu Bulinus gestellt werden.

## Lebensraum und Lebensweise
Die Blasenschnecken leben in stehendem und langsam fließenden Gewässer. Viele Arten tolerieren auch weniger günstige Wasserverhältnisse wie eutrophierte oder saure Gewässer. Sie ernähren sich von vermodernden Pflanzenresten und Detritus, aber auch Algen (Diatomeen usw.). Die Eier werden in Form weicher länglicher Eimassen abgelegt.

## Verbreitung und Artenzahl
Die Arten der Familie der Blasenschnecken sind primär holarktisch verbreitet. In Amerika kommen sie allerdings auch in Zentral- und Südamerika vor. Durch anthropogene Verschleppung sind Blasenschnecken-Arten (vor allem Physella acuta) auch in viele andere Regionen der Erde verschleppt worden, so nach Indonesien, Neuseeland, Australien, Indien und Südafrika.
In Mitteleuropa leben derzeit drei Gattungen (Physa, Physella und Aplexa) mit vier Arten, einschließlich der aus Nordamerika eingeschleppten Art Physella heterostropha. Die genaue Gattungs- und Artenzahl kann nicht angegeben werden, da unter anderem die Arttrennung zwischen Physa acuta und der eingeschleppten Physella heterostropha nicht immer eindeutig ist.

## Paläontologie
Fossilfunde, die zur Familie der Blasenschnecken gehören könnten, werden zwar schon aus der frühen Trias (vor gut 200 Millionen Jahren) berichtet, doch ist die Zuordnung dieser alten Befunde aufgrund der begrenzt überlieferten Merkmale nicht sehr sicher. Moderne Gattungen sind gesichert ab dem Miozän (speziell Unteres Pannonium vor ca. 10–11 Millionen Jahren) im damaligen Pannon-See des Wiener Beckens zu finden (z. B. Aplexa cf. subhypnorum Gottschick 1920).

## Systematik

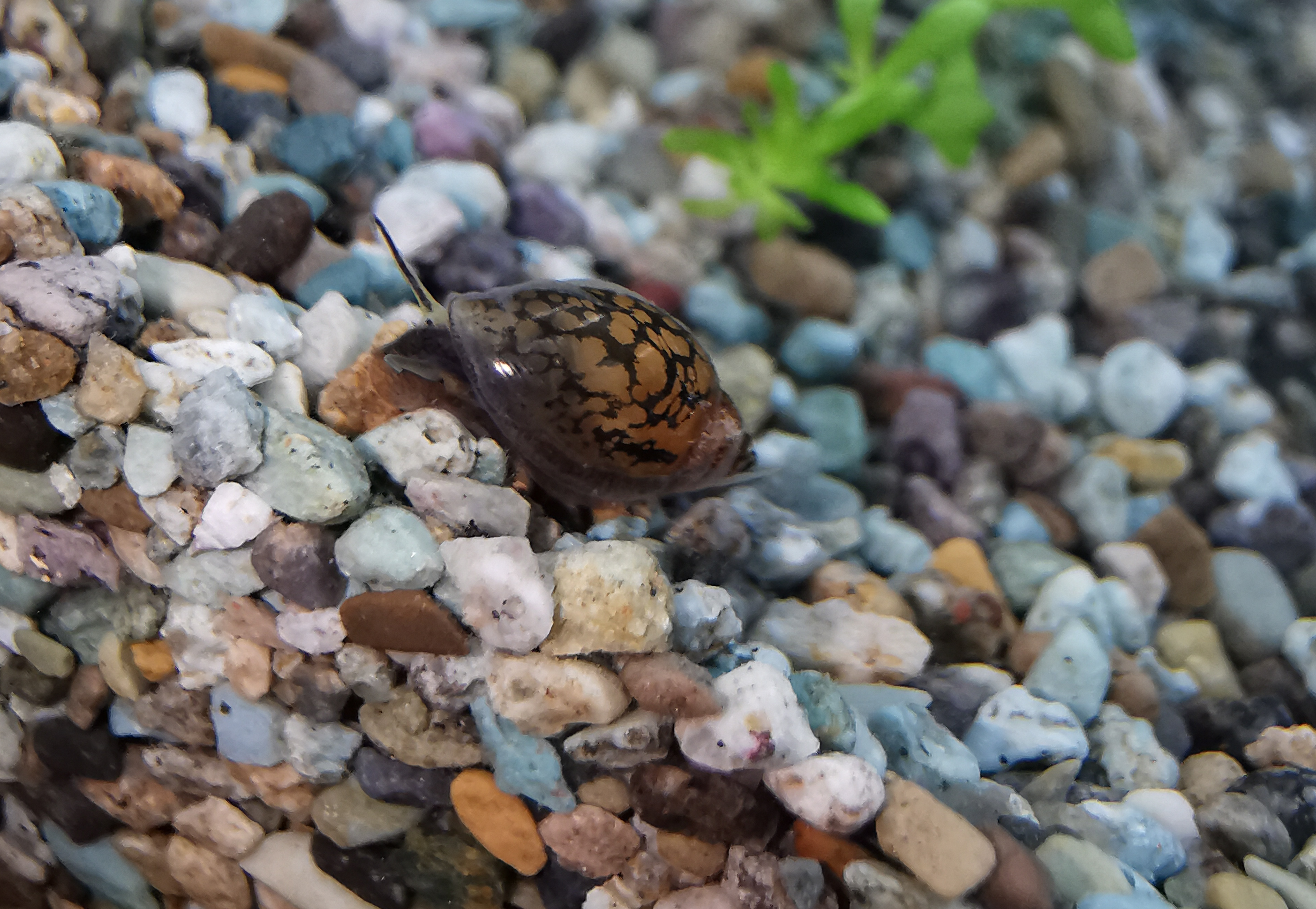
Bei dieser Blasenschnecke ist das Gehäuse etwa 1 cm lang. Es handelt sich wahrscheinlich um die Art Physella acuta (schlanker Habitus! Jedoch ist Physella heterostropha sehr ähnlich). Manche Autoren sehen allerdings beide als einer Art zugehörig an.

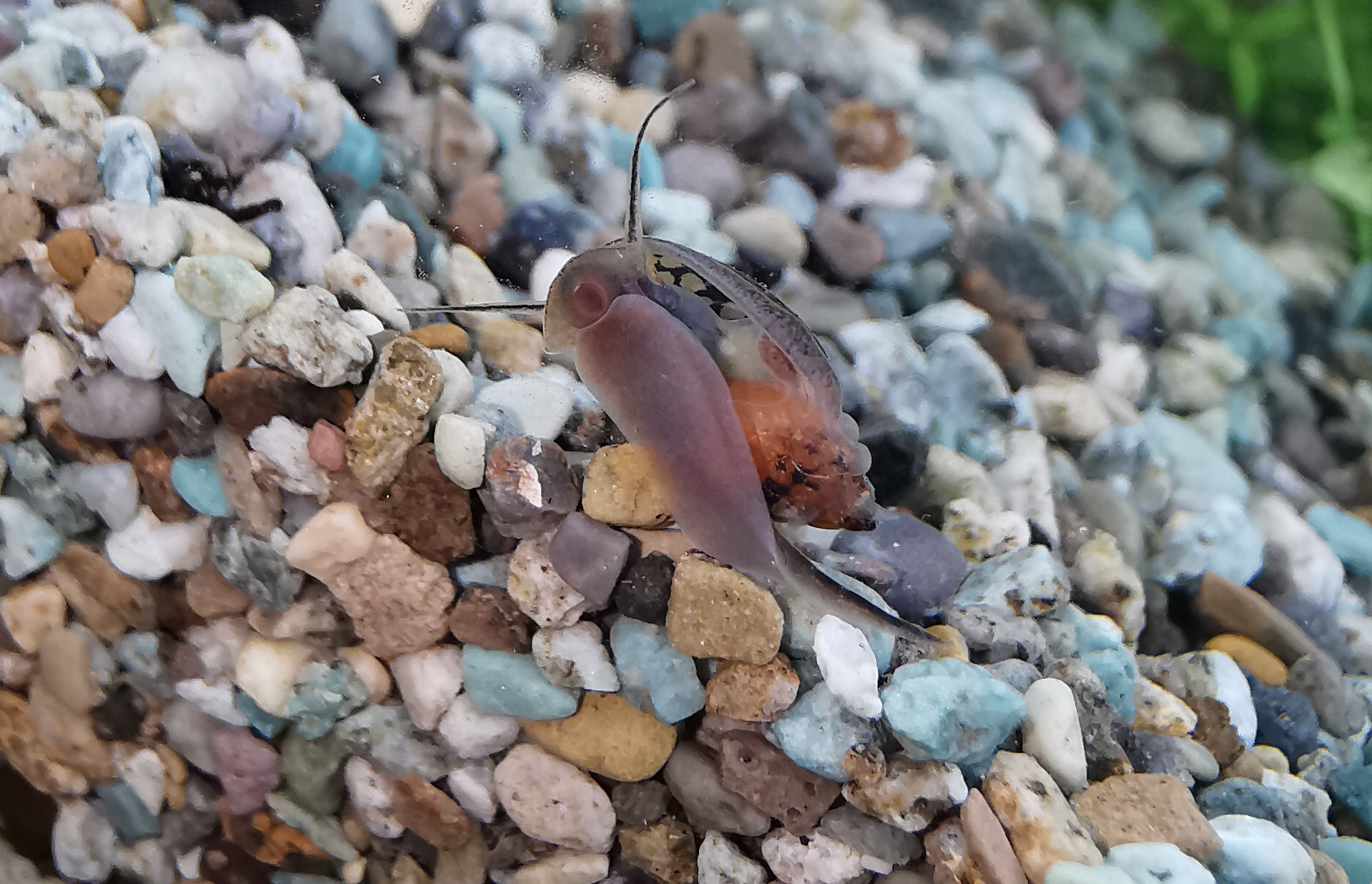
Selbe Blasenschnecke wie am Foto darüber, diesmal von unten fotografiert.

Äußere Systematik: Vielfach werden die Blasenschnecken mit den Tellerschnecken in einer Überfamilie (Planorboidea) zusammengefasst. Mit den Tellerschnecken teilen sie sich unter anderem die Eigenschaften, dass sie anatomisch linksgewunden sind und dass sie lange und dünne (fadenförmige) Fühler ausbilden. Auch neuere molekulargenetische Befunde sprechen für die enge Verwandtschaft dieser beiden Familien.
Innere Systematik: Die folgende Übersicht folgt derjenigen von Bouchet & Rocroi (2005), der die Familie in zwei Unterfamilien mit jeweils mehreren Tribi untergliedert und damit auch Taylor (2003) folgt. Es gibt inzwischen auch neuere molekulargenetische Untersuchungen.
- Unterfamilie Physinae Fitzinger, 1833
  - Tribus Physini Fitzinger, 1833
    - Beringophysa Starobogatov & Budnikova, 1976
    - Laurentiphysa Taylor, 2003
    - Physa Draparnaud, 1801
      - Physa fontinalis – Quellblasenschnecke

  - Tribus Haitini Taylor, 2003
    - Haitia Clench & Aguayo, 1932

  - Tribus Physellini Taylor, 2003
    - Archiphysa Taylor, 2003
    - Chiapaphysa Taylor, 2003
    - Petrophysa Pilsbry, 1926
    - Physella Haldeman 1842
      - Physella acuta – Spitze Blasenschnecke (Draparnaud, 1805)

    - Ultraphysella Taylor, 2003
    - Utahphysa Taylor, 2003
- Unterfamilie Aplexinae Starobogatov, 1967
  - Tribus Aplexini Starobogatov, 1967
    - Amuraplexa Starobotatov, Prozorova & Zatravkin, 1989
    - Aplexa Fleming, 1820
      - Aplexa hypnorum – Moosblasenschnecke

    -  Paraplexa Starobogatov, 1989
    - Sibirenauta Starobogatov & Streletzkaja, 1967

  - Tribus Amecanautini Taylor, 2003
    - Amecanauta Taylor, 2003
    - Mayabina Taylor, 2003
    - Mexinauta Taylor, 2003
    - Tropinauta Taylor, 2003

  - Tribus Austrinautini Taylor, 2003
    - Austrinauta Taylor, 2003
    - Caribnauta Taylor, 2003

  - Tribus Stenophysini Taylor, 2003
    - Afrophysa Starobogatov, 1967
    - Stenophysa Martens, 1898